# Pump and dump
Pump and dump (abreviado P&D; literalmente, «inflar y tirar» en inglés) es una forma de fraude bursátil, que involucra al tenedor de una acción, sabedor de su escaso potencial futuro, utiliza campañas de desinformación para sobrevalorar dicho activo o su influencia en los medios para atraer nuevos inversores que eleven artificialmente su precio. Una vez que el dirigente del esquema "Pump and dump" logra inflar el precio de sus acciones muy por encima de su valor racional, vende masivamente sus acciones, el precio cae, reajustándose al real o incluso cayendo por debajo mientras los inversores pierden su dinero. Las acciones que son víctimas de este esquema son conocidas como chop stocks.
Mientras los fraudes del pasado se basaban en las llamadas, ahora el Internet ofrece una forma más fácil y barata de alcanzar grandes cantidades de inversionistas. Grandes figuras del mundo financiero y empresarial han sido acusadas en ocasiones de realizar este tipo de estafas, como Chamath Palihapitiya, Jim Cramer. 

## Escenarios delpump and dump
Los esquemas del pump and dump pueden tomar lugar en internet en forma de una campaña en los mensajes spam de correo electrónico, a través de los canales de cómo un noticiero falso, o mediante telemarketing de parte de una casa de bolsa (por ejemplo, refiérase a: Boiler Room). Normalmente el corredor de bolsa dirá tener "información confidencial" sobre noticias inminentes. Los boletines informativos podrán pretender ofrecer recomendaciones imparciales, luego ofrecer una compañía con acciones "convenientes" para beneficio del inversionista. Los promotores o vendedores de estas acciones también suelen subir mensajes en salas de chat o publicaciones en foros de bolsa, incentivando a los que reciben este mensaje a comprar casi de manera inmediata.
Si el promotor logra el "pump" de las acciones, esto tentará involutariamente al inversionista a comprarla. El incremento de la demanda, precio, y cantidad en el mercado motivará a otros a comprar más acciones. Cuando el promotor vende y deja de promover las acciones, el precio se desploma, y los otros inversionistas se quedan con estas a un precio insignificante, ni cerca de lo que pagaron para obtenerlas.
Los impostores normalmente usan esta táctica con pequeñas casas de bolsa o empresas cotizadoras que trabajan sobre un mercado conocido como penny stocks (literalmente, «acciones de a centavo»). Se utilizan estas empresas debido a que es más fácil manipular, esconder y falsificar la información sobre las acciones.
Una forma más moderna de este fraude es el "hack". Aquí una persona compra acciones fraudulentas y luego con la ayuda de una firma de corredores de bolsa compra estas acciones en grandes cantidades. El resultado es un incremento en el precio que es impulsado día a día por corredores de bolsa; así el dueño de las acciones las logra vender a un precio prémium.

## Ejemplos específicos

### Enron
En abril del 2001, antes del escándalo Enron, los ejecutivos de Enron participaron en un esquema de pump and dump, junto con otras prácticas que engañaron incluso al analista más experimentado de Wall Street. Estudios anónimos demostraron que la compañía era un "castillo de naipes" que pronto se caería y que los inversionistas deberían de retirar sus dividendos mientras las acciones estaban a un precio alto. Después de que Enron reportó ganancias en sus acciones, estas se inflacionaron y cubrieron el valor real con prácticas de contabilidad dudosas. 29 ejecutivos de Enron vendieron sus acciones a un prémium a un valor de más de un billón de dólares antes de caer en la bancarrota.

### Park Financial Group
En abril de 2007, la Comisión de Bolsa y Valores (Securities and Exchange Commission) de los Estados Unidos presentó cargos contra el grupo financiero Park Financial Group como resultado de una investigación por un fraude pump and dump durante el 2002-2003 del Pink Sheet que tenía acciones en Spear & Jackson Inc.

### Langbar International
Langbar fue el mayor fraude de pump and dump en el Mercado Alternativo de Inversión que forma parte de la Bolsa de Valores de Londres. La compañía fue evaluada en más de 1000 millones de dólares, basado en un depósito bancario que ocurrió en un banco de Brasil. Ninguno de los ejecutivos fue condenado. Se usó a una persona de carnada que mintió sobre los activos de la empresa el cual fue condenado por manipular la información de la empresa. Los inversionistas que habían puesto más de £100 millones fueron remunerados con £30 millones.

## Regulaciones y prevención
Un método de regular y restringir la manipulación de los fraudes es orientar la categoría de acciones que se encuentre más asociada con este esquema. Para ese fin, las "penny stocks" han sido víctimas de esfuerzos de clasificación y caraterización para su reconocimiento. En los Estados Unidos, los reguladores han definido las "penny stocks" como un método de seguridad en el cual se debe encontrar un número específico de estándares. El criterio incluye precio, capitalización en la bolsa y un número mínimo de acciones. Los valores operados en un mercado de valores, sin importar el precio, están exentos de la denominación regulatoria como una "penny stock", ya que normalmente estas se mueven en mercados alternativos y pequeños.